# The Performance Group
Pour les articles homonymes, voir TPG.
The Performance Group (TPG) est une troupe de théâtre expérimental créée par Richard Schechner en 1967 à New York. 
La base d'attache du TPG était le Performing Garage dans le quartier de SoHo. Après 1975, les tensions conduisirent à la démission de Schechner en 1980, et la troupe se réinventa sous le nom de Wooster Group sous la direction de la metteuse en scène et artiste de théâtre Elizabeth LeCompte,.

## Histoire
The Performance Group est un « théâtre environnemental », c'est-à-dire que chaque production se déroule dans un espace entièrement repensé.  
La plupart des productions du Performance Group ont été mises en scène par Schechner, bien que d'autres personnalités, dont Joan MacIntosh, Stephen Borst, James Griffiths, Leeny Sack, Elizabeth LeCompte et Spalding Gray ont mis en scène leurs propres œuvres ou celles d'autres personnes. Les concepteurs du Performance Group comprenaient Jerry Rojo, Michael Kirby et Jim Clayburgh. Certaines productions du TPG étaient des montages de divers textes, d'autres des déconstructions radicales de classiques et certaines œuvres étaient toutes neuves. 
Schechner démissionne de son poste de directeur artistique en 1980 et Elizabeth LeCompte devient la directrice artistique de la compagnie qui est rebaptisée The Wooster Group et qui continue à opérer au Performing Garage.

## Productions
De nombreuses œuvres du Performance Group sont créées puis modifiées au cours des années suivantes. D'importants travaux du TPG (sauf indication contraire, les productions sont dirigées par Schechner), notamment Dionysus in 69 (1968), œuvre basée sur Les Bacchantes d'Euripide avec un texte de Schechner lui-même basé sur des improvisations du groupe ; Makbeth (1969), (basé sur Shakespeare), texte conçu par Schechner ; Commune (1970), un travail de groupe avec un texte arrangé par Schechner et l'ensemble de la compagnie, qui a valu à Joan MacIntosh un Obie pour une performance remarquable en 1970 ; The Tooth of Crime (1972) de Sam Shepard ; Mère Courage et ses enfants (1975) de Bertolt Brecht ; The Marilyn Project (1975), par David Gaard ; Œdipe (1977) de Sénèque ; Flics (1978) de Terry Curtis Fox ; The Survivor and the Translator (1978) interprété et réalisé par Leeny Sack ; Le Balcon (1979) de Jean Genet. 
En 1975, certains membres commencent à développer leurs propres productions, mises en scènes par Spalding Gray et Elizabeth LeCompte. La trilogie (Three Places in Rhode Island) est jouée au Performing Garage mais n'a pas été attribuée au TPG. Les performances incluent Sakonnet Point (1975), Rumstick Road (1978), Nyatt School (1978) et Point Judith (un épilogue) (1979). Finalement, cette division a conduit au changement d'organisation qui a mené à la création de The Wooster Group.